# Nijegoródskaia
Nijegoródskaia - Нижегородская (rus) - és una stanitsa del krai de Krasnodar, a Rússia. Es troba als vessants septentrionals del Caucas occidental, a 25 km al sud-est d'Apxeronsk i a 113 km al sud-est de Krasnodar.
Pertanyen a aquesta stanitsa els khútors de Guamka i Krasni Daguestan.